# 森敦彦
森 敦彦（もり あつひこ、1972年5月31日 - ）は、日本の元サッカー選手、現ファッションデザイナー。兵庫県出身。
妻はモデルで、子供服・婦人服ブランド「HUG O WaR」（ハグ・オー・ワー）のデザイナーでもある雅姫。また、一女 (1996年生) の父である。

## 経歴
滝川第二高校卒業後、1991年に日本サッカーリーグ所属の全日空横浜サッカークラブ（後の横浜フリューゲルス）に入団。Jリーグ草創期の人気ゴールキーパーとして活躍。ロングヘアやドレッドヘア、バンダナといった風貌で一躍有名となり、レゲエ音楽の愛好家でもあることから「レゲエくん」と呼ばれた。
Jリーグでの活躍から日本代表候補に選出されるなど、順風満帆な時期を過ごしていたが、1995年8月12日の長崎県立総合運動公園陸上競技場での対浦和レッドダイヤモンズ戦において、判定を不服とし審判に対し故意に肩を当てた暴力行為で、3か月出場停止という厳しい処分が下された（当該試合は0-6で完敗。2018年現在でも試合中における行為でこれを上回る処分は下されていない）。その間に正GKの座は当時プロ入り1年目の楢﨑正剛に奪われた。
その後、1997年にジャパンフットボールリーグ（当時）のコンサドーレ札幌にレンタル移籍するも、この年限り25歳で現役引退。
引退後はサッカーには関わらず、東京都内にバー「ROCK STEADY」をオープン、本格的なサウンドシステムとこだわりの音楽で注目を集める。2005年からは、同じく元サッカー選手の石塚啓次（元東京ヴェルディ1969ほか）と共に、ファッション・ブランド「WACKO MARIA」（ワコマリア）の展開をスタートさせている。

## 個人成績
| 国内大会個人成績 | 国内大会個人成績 | 国内大会個人成績 | 国内大会個人成績 | 国内大会個人成績 | 国内大会個人成績 | 国内大会個人成績  | 国内大会個人成績  | 国内大会個人成績 | 国内大会個人成績 | 国内大会個人成績 | 国内大会個人成績 |
| 年度             | クラブ           | 背番号           | リーグ           | リーグ戦         | リーグ戦         | リーグ杯          | リーグ杯          | オープン杯       | オープン杯       | 期間通算         | 期間通算         |
| 年度             | クラブ           | 背番号           | リーグ           | 出場             | 得点             | 出場              | 得点              | 出場             | 得点             | 出場             | 得点             |
| 日本             | 日本             | 日本             | 日本             | リーグ戦         | リーグ戦         | JSL杯/ナビスコ杯  | JSL杯/ナビスコ杯  | 天皇杯           | 天皇杯           | 期間通算         | 期間通算         |
| ---------------- | ---------------- | ---------------- | ---------------- | ---------------- | ---------------- | ----------------- | ----------------- | ---------------- | ---------------- | ---------------- | ---------------- |
| 1991-92          | 全日空           | 31               | JSL1部           | 0                | 0                | 0                 | 0                 |                  |                  |                  |                  |
| 1992             | 横浜F            | -                | J                | -                | -                | 0                 | 0                 |                  |                  |                  |                  |
| 1993             | 横浜F            | -                | J                | 36               | 0                | 6                 | 0                 | 4                | 0                | 46               | 0                |
| 1994             | 横浜F            | -                | J                | 37               | 0                | 1                 | 0                 | 2                | 0                | 40               | 0                |
| 1995             | 横浜F            | -                | J                | 27               | 0                | -                 | -                 | 0                | 0                | 27               | 0                |
| 1996             | 横浜F            | -                | J                | 7                | 0                | 0                 | 0                 | 0                | 0                | 7                | 0                |
| 1997             | 横浜F            | 23               | J                | 0                | 0                | 0                 | 0                 | -                | -                | 0                | 0                |
| 1997             | 札幌             | 30               | 旧JFL            | 5                | 0                | -                 | -                 | 0                | 0                | 5                | 0                |
| 通算             | 日本             | 日本             | J                | 107              | 0                | 7                 | 0\|\|\|\|\|\|\|\| |                  |                  |                  |                  |
| 通算             | 日本             | 日本             | JSL1部           | 0                | 0                | 0                 | 0\|\|\|\|\|\|\|\| |                  |                  |                  |                  |
| 通算             | 日本             | 日本             | 旧JFL            | 5                | 0                | -\|\|\|\|\|\|\|\| | -\|\|\|\|\|\|\|\| |                  |                  |                  |                  |
| 総通算           | 総通算           | 総通算           | 総通算           | 112              | 0                | 7                 | 0\|\|\|\|\|\|\|\| |                  |                  |                  |                  |

その他の公式戦
- 1994年
  - XEROX SUPER CUP 1試合0得点

- Jリーグ初出場 - 1993年5月16日、対清水エスパルス戦（三ツ沢公園球技場）

## 代表歴
- 日本代表（A代表）1995年(招集歴はあるが試合の出場はない)

## エピソード
- 1993年6月2日Jリーグサントリーシリーズ第6節、対ガンバ大阪戦の前半36分、ガンバDFの和田昌裕が放ったシュート性のセンタリングをファンブルし、こぼれ球を永島昭浩にプッシュされ失点、結局これが決勝点になりフリューゲルスは敗れた。試合後、ショックを受けた森は当時の監督加茂周に対して自身をスターティングメンバーから外す事を直訴したが、加茂はこれを却下しその後も試合に出場させ続けた。そして結局森はこのシーズン、出場停止となった天皇杯決勝（石末龍治が出場）以外の全ての試合でゴールマウスを守る事となった。
- レゲエ音楽の愛好家でもある事から『横浜A・Sフリューゲルス 森敦彦レゲエ・セレクション』(JICK-89386)というタイトルのCDもリリースしていた。
- 横浜フリューゲルス時代の1994年1月24日にフジテレビ系列『笑っていいとも!』内「テレフォンショッキング」のコーナーにゲスト出演したことがある。なお後に三浦知良やラモス瑠偉といった選手が現役中に出演したが、現役のJリーガーとしては初の同コーナー出演だった。この際、うじきつよしから紹介を受け、山本淳一に繋いでいる。
- キャプテン翼（ワールドユース編）において、若島津健が高校卒業後にフリューゲルスに入団（後に名古屋グランパスエイトに移籍）したため、加茂周、石末龍治とともに森敦彦が作中に登場している。